# Questa pazza, pazza, pazza Londra
Questa pazza, pazza, pazza Londra (The Sandwich Man) è un film del 1966 diretto da Robert Hartford-Davis.